# 南约克郡
南約克郡（英語：South Yorkshire），英国英格兰約克郡-亨伯的郡，有1,292,900人口，佔地1,552平方公里。在1974年4月1日起成為名譽郡、都市郡。以人口計算，謝菲爾德是第1大（亦是唯一一個）城市，唐卡斯特是第1大鎮，羅瑟漢姆是第2大鎮，巴恩斯利是第3大鎮。

## 歷史
南約克郡在19世紀以採礦業和鋼鐵業起家，主要出產煤礦，集中於郡的東部和北部。同時也有些鐵礦，製鋼廠通常集中於謝菲爾德。

## 地方沿革
《1972年地方政府法案》在1974年4月1日通過，南約克郡成為都市郡，下轄的次級行政區升格為4個都市自治市（同時自動升格為單一管理區），有獨立的都市自治市議會，實際不受南約克郡的管轄。南約克郡議會更在1986年被廢除。不過，都市自治市仍以「南約克郡」名義組成聯合部門（Joint-boards）統籌、協調牽涉多個都市自治市的民政事務，負責警務、消防、公共交通等。
每一個名譽郡都有一個代表英國皇室但沒有實權的郡尉（Lord Lieutenant）常駐，南約克郡是其一。從地方政府或郡尉的角度看，南約克郡都只是「有郡界的地理範圍」而已。

## 地方政府
雖然南約克郡議會被廢除，但都市自治市仍以「南約克郡」名義組成聯合部門（Joint-boards）統籌、協調牽涉多個都市自治市的民政事務：
- 南約克郡警察局
- 南約克郡消防局
- 南約克郡旅客運輸執行委員會

## 經濟
以下經濟數據來源是英國國家統計辦工室
| 年   | 地區生產總值 | 農業 | 工業y | 服務   |
| ---- | ------------ | ---- | ----- | ------ |
| 1995 | 10,453       | 67   | 3,690 | 6,696  |
| 2000 | 13,187       | 53   | 4,181 | 8,954  |
| 2003 | 15,799       | 57   | 4,772 | 10,971 |

## 行政區劃

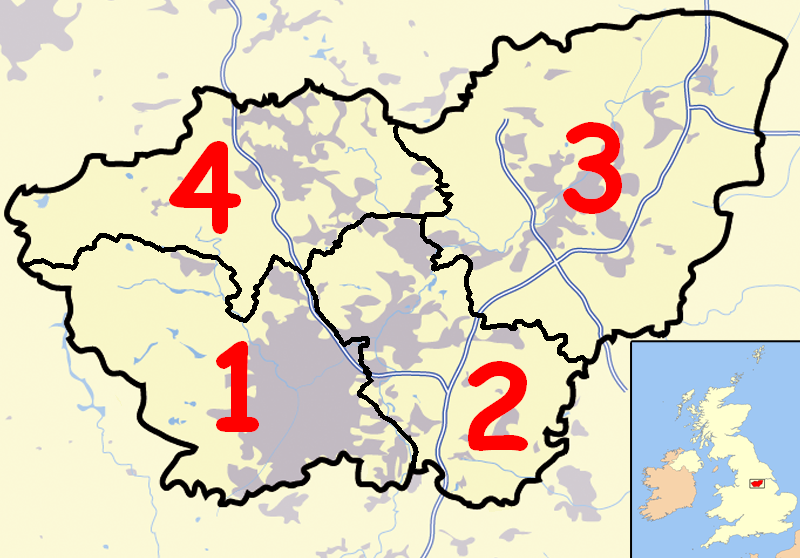
1. 谢菲尔德（單一管理區）
2. 羅瑟漢姆（單一管理區）
3. 唐卡斯特（單一管理區）
4. 巴恩斯利（單一管理區）

南約克郡包含4個都市自治市（也就同時是單一管理區）：谢菲尔德、唐克斯特（Doncaster）、羅瑟漢姆（Rotherham）、巴恩斯利（Barnsley）。
谢菲尔德昔日以製鋼業為主的工業城市，但今日已轉型為文化、體育、旅遊為主。唐克斯特都市自治市以鐵路和賽馬聞名。羅瑟漢姆都市自治市是鄰近谢菲尔德的工業城鎮。巴恩斯利都市自治市是交易市集。

## 市區

設菲爾德的市界

南約克郡有3個主要的市區：迪恩河谷（Dearne Valley，由巴恩斯利和周遭小鎮組成）、唐卡斯特市區（由唐卡斯特和周遭小鎮組成）、設菲爾德市區（由谢菲尔德、羅瑟漢姆和周遭小鎮組成）。

### 迪恩河谷
| 地方             | 所屬都市自治市 | 人口    |
| ---------------- | -------------- | ------- |
| 巴恩斯利         | 巴恩斯利       | 71,599  |
| Conisbrough      | 唐卡斯特       | 15,361  |
| Cudworth         | 巴恩斯利       | 11,644  |
| Darfield         | 巴恩斯利       | 8,066   |
| Darton           | 巴恩斯利       | 14,927  |
| Dodworth         | 巴恩斯利       | 5,742   |
| Hoyland Nether   | 巴恩斯利       | 15,497  |
| Mexborough       | 唐卡斯特       | 14,750  |
| Royston          | 巴恩斯利       | 9,375   |
| Swinton          | 羅瑟漢姆       | 14,643  |
| Wath upon Dearne | 羅瑟漢姆       | 16,787  |
| Wombwell         | 巴恩斯利       | 15,180  |
| Worsbrough       | 巴恩斯利       | 9,516   |
| 總人口           | 總人口         | 207,726 |

### 唐卡斯特市區
| 地方         | 所屬都市自治市 | 人口    |
| ------------ | -------------- | ------- |
| Armthorpe    | 唐卡斯特       | 12,630  |
| Bentley      | 唐卡斯特       | 33,968  |
| 唐卡斯特     | 唐卡斯特       | 67,977  |
| Kirk Sandall | 唐卡斯特       | 13,276  |
| 總人口       | 總人口         | 127,851 |

### 設菲爾德市區
| 地方                | 所屬都市自治市 | 人口    |
| ------------------- | -------------- | ------- |
| Aughton             | 羅瑟漢姆       | 13,456  |
| Beighton            | 設菲爾德       | 10,676  |
| Chapeltown          | 設菲爾德       | 22,665  |
| Mosborough/Highlane | 設菲爾德       | 18,585  |
| 羅馬什              | 羅瑟漢姆       | 18,210  |
| 羅瑟漢姆            | 羅瑟漢姆       | 117,262 |
| 谢菲尔德            | 設菲爾德       | 439,866 |
| 總人口              | 總人口         | 640,720 |

## 地理
下圖顯示英格蘭48個名譽郡的分佈情況。南約克郡東北與約克郡東瑞丁相鄰，東與林肯郡相鄰，東南與諾丁漢郡相鄰，南、西南與打比郡相鄰，西北與西約克郡相鄰，北與北約克郡相鄰。

## 經濟
| 年份 | 地區附加總值 | 農業 | 工業  | 服務業 |
| ---- | ------------ | ---- | ----- | ------ |
| 1995 | 10,453       | 67   | 3,690 | 6,696  |
| 2000 | 13,187       | 53   | 4,181 | 8,954  |
| 2003 | 15,799       | 57   | 4,772 | 10,971 |

## 體育
- 唐卡斯打足球會
- 班士利足球會
- 錫菲聯足球會
- 錫周三足球會

## 旅遊
- 科尼斯伯勒城堡（英格蘭遺產，建於12世紀）
- 阿利水塘（Ulley Reservoir）
- Wentworth Castle（英國一級建築）
- Wentworth Woodhouse（英國一級建築）